# Thorness Bay
Thorness Bay är en vik i Storbritannien.   Den ligger i riksdelen England, i den södra delen av landet, 120 km sydväst om huvudstaden London. Arean är 86 kvadratkilometer.